# Жёлтая гора (арт-группа)
«Жёлтая гора» — саратовская авангардная арт-группа, образованная в 1987 году.

## История
Сплочение художников произошло на базе молодёжного объединения «Резерв» – первого в Саратове негосударственного предприятия, в котором Евгений Солодкий занимал должность руководителя художественного сектора. В 1988 году художники обосновались в открывшемся Доме молодёжи, где смогли оформить  своё творческое содружество как архитектурно-художественный центр «Жёлтая гора».
Первая выставка объединения «Жёлтая гора» «Активное пространство» («Подвальная») открылась в марте 1988 года. Подвал здания на проспекте Кирова, в котором раньше находилось бомбоубежище, усилиями энтузиастов было превращено в выставочное помещение. Экспозиция состояла из тёмного зала (произведения осматривались со свечой в руке) и светлого, включала живописные, графические произведения, арт-объекты, перформансы. Среди посетителей (около 2000 человек за три дня) были Дмитрий Александрович Пригов и Жанна Агузарова. На четвёртый день по распоряжению городского комитета партии, выставка была закрыта, якобы по причине того, что подвал не соответствует условиям помещений для общественных выставок. Художники устроили «похороны» выставки совместно с рок-клубом  -  взяв по одной работе и свечке друг за другом выносили работы из подвала и шествовали по проспекту Кирова под похоронный марш.
Группа провела несколько выставок в Саратове и в Центральном Доме художника в Москве, и закончила своё существование в 1990 году после отъезда Миши Ле Женя и Евгения Солодкого в Европу.

## Основные участники
- Евгений Солодкий
- Миша Ле Жень
- Сергей Кругляк
- Михаил Гаврюшов
- Сергей Беляков
- Алла Лебедь

## Выставки группы
1988 «Активное пространство» («Подвальная») (Саратов)
1988 «Открытая выставка» (Саратов)
1988  «Антиветряная выставка» (Саратов)

1989 выставка «Жёлтая гора» в Доме молодёжи (Саратов)
1990 выставка «Жёлтая гора» в Центральном Доме художника (Москва)

## Цитаты
«Как таковая, «Жёлтая гора» возникла зимой 1987 года благодаря проводившимся выставкам-продажам, которые доказали, что искреннее искусство цены не имеет. Ядром «Ж.Г.» стали молодые архитекторы, одинаковые в своей непохожести друг на друга и считавшие, что реализм – очень хорошо, особенно когда он субъективный».
«Мастерская становилась центром всеобщего притяжения. Театрик АТХ  располагался в этом же здании. И сюда же тянулись молодые поэты и кинематографисты. Все приходили на чай, посмотреть новые работы и поговорить об искусстве. А между делом устраивали шахматные турниры и боксёрские бои. В общем, это было весёлое время! … Так или иначе, те годы, с 1987-го по 1990-й, воспринимаются теперь периодом общего саратовского счастья».